# Joachim Splieth
Joachim Splieth (9 de agosto de 1954) es un deportista alemán que compitió para la RFA en vela en la clase Laser. Ganó una medalla de oro en el Campeonato Europeo de Laser de 1974.

## Palmarés internacional
| Campeonato Europeo | Campeonato Europeo | Campeonato Europeo | Campeonato Europeo |
| Año                | Lugar              | Medalla            | Clase              |
| ------------------ | ------------------ | ------------------ | ------------------ |
| 1974               | Malmö (Suecia)     | Medalla de oro     | Laser              |